# Abadía territorial de Tokwon
La abadía territorial de Tokwon o de Tokugen (en latín: Abbatia Territorialis Tokvonen(sis) y en coreano: 천주교 덕원자치수도원구) es una circunscripción eclesiástica latina de la Iglesia católica en Corea del Norte, inmediatamente sujeta a la Santa Sede. La abadía territorial es sede vacante desde el 7 de febrero de 1950 y se encuentra impedida por el Gobierno comunista desde el 10 de mayo de 1949.

## Territorio y organización
La abadía territorial extiende su jurisdicción sobre los fieles católicos de rito latino residentes en la ciudad de Wŏnsan y los condados de Anbyeon, Deokwon, Gowon y Muncheon, que existían dentro de la provincia de Hamgyŏng del Sur hasta 1946. Las parroquias era: Wonsan (adquirida en 1921), Deokwon (establecida en 1927), Gosan (reubicada desde Naepyeong en 1930) y Gowon (establecida en 1933).
La sede de la abadía territorial estaba en la abadía de San Benito de la Congregación de misioneros benedictinos de Santa Otilia de Tokwon, en las inmediaciones de la ciudad de Wŏnsan.
La persecución de cristianos en Corea del Norte desde 1949 hizo imposible toda actividad eclesiástica en la abadía territorial. Sin embargo, aunque no se conoce el número de fieles católicos dentro del territorio, la abadía territorial sigue formalmente existiendo. El 30 de junio de 1988 el Gobierno norcoreano creó la Asociación Católica Coreana como una Iglesia estatal para control de los católicos en el territorio de Corea del Norte. Sin embargo, no tiene vínculos con la Santa Sede ni existen sacerdotes en el país. La Asociación Católica Coreana dividió el territorio de Corea del Norte en 3 distritos, uno de los cuales es Donghae, que parece cubrir los territorios de la diócesis de Hamhung, la abadía territorial de Tokwon, y la parte norcoreana de la diócesis de Chuncheon.

## Historia

### Fundación de la abadía
En febrero de 1909 monjes alemanes benedictinos de la Congregación de misioneros benedictinos de Santa Otilia llegaron a Seúl. Siguiendo el modelo utilizado en sus monasterios africanos, los hermanos laicos establecieron un taller de carpintería y una escuela de comercio, mientras que los sacerdotes se encargaban de la obra obra pastoral y la educación. El 22 de agosto de 1910 el Imperio de Corea fue anexado al Imperio de Japón. Con la llegada de más monjes de Europa, el monasterio fue ascendido a la categoría de abadía el 15 de mayo de 1913. Bonifatius Sauer, O.S.B., se convirtió en el primer abad de la comunidad.
Cuando el vicariato apostólico de Seúl se dividió en 1920, los monjes de la abadía de San Benito en Tokwon se hicieron cargo del recién creado vicariato apostólico de Wonsan (hoy diócesis de Hamhung). En 1927 cerraron el monasterio original de Seúl, por lo que se reubicó en Tokwon a una comunidad de alrededor de cuarenta monjes. Desde 1927 hasta 1928 los monjes construyeron un seminario menor y mayor para formar a sacerdotes coreanos seculares, mientras que desde 1929 hasta 1931, se construyó una iglesia de estilo neorrománico. Durante este período la comunidad comenzó a cultivar las vocaciones monásticas locales.
La abadía territorial fue erigida el 12 de enero de 1940 con la bula Libenter Romanus Pontifex del papa Pío XII separando territorio del vicariato apostólico de Wonsan. El territorio incluía las ciudades de Wonsan (donde se encuentra Tokwon) y Munchon y los condados de Anbyon, Chonnae y Kowon. Como abad de Tokwon, Bonifatius Sauer pasó a ser ordinario de la abadía territorial, al mismo tiempo que ocupaba el cargo de administrador apostólico del vicariato apostólico de Kanko, nuevo nombre del vicariato apostólico de Wonsan. El seminario de Tokwon siguió en funcionamiento durante la Segunda Guerra Mundial, ya que el otro seminario coreano fue cerrado por la administración japonesa. Todos los seminaristas coreanos se establecieron entonces en Tokwon. 
Cuando la Segunda Guerra Mundial llegó a su fin y los japoneses se rindieron en Corea, la abadía de Tokwon cayó bajo el control de las fuerzas de ocupación soviéticas ya que quedó al norte del paralelo 38 norte que dividió la península coreana. Aunque el monasterio fue utilizado para alojar soldados durante un trimestre, finalmente se reanudó la vida monástica. Cuando las fuerzas soviéticas se retiraron en 1949, había unos 60 monjes (25 de ellos eran coreanos) y unas 20 monjas de la Congregación de Tutzing en un monasterio cerca de Wonsan.

### Martirio
El 9 de septiembre de 1948 fue proclamada la República Popular Democrática de Corea. En la noche del 9 al 10 de mayo de 1949 el monasterio de Tokwon fue rodeado y la policía secreta del gobierno comunista de Kim Il-sung arrestó a un primer grupo compuesto por los principales líderes de la abadía. Luego, unos 50 religiosos incluyendo a unas quince hermanas de Tutzing fueron arrestados. Veintiséis hermanos coreanos fueron puestos en libertad, pero debieron abandonar la abadía. Los cautivos son llevados primero a prisiones en Pyongyang. Los misioneros fueron trasladados el 25 de junio y el 5 de agosto de 1949 al campamento de Oksadok. El abad mitrado Bonifatius Sauer murió el 7 de febrero de 1950 en una cárcel de Pionyang, lo mismo que el padre Rupert Klingeis, no resistió las condiciones de detención.
El 25 de junio de 1950 comenzó la guerra de Corea y en julio de 1950 la abadía de Tokwon fue destruida por los soldados del Ejército Popular de Corea o las bombas estadounidenses. De 1949 a 1952, 14 monjes y 2 hermanas fueron ejecutados después de un duro encarcelamiento y tortura, entre ellos los padres Lucius Roth, Gregor Steger, Dagobert Enk, Benedictus Kim, Bernardus Kim, Martinus Kim y Laurentius Kim, así como los hermanos Gregor Griegerich, Joseph Grahamer y Ludwig Fischer, ejecutados en Pyongyang en octubre de 1950, poco antes de que las tropas de las Naciones Unidas tomaran la ciudad. 
En el mismo período, 17 monjes y dos hermanas murieron de hambre, enfermedad, el duro trabajo físico y las malas condiciones de vida en los campos. En enero de 1954 los 42 monjes y hermanas alemanes que sobrevivieron fueron repatriados a Alemania a través del ferrocarril Transiberiano.
En mayo de 2007 se inició el proceso para la beatificación de los 36 siervos de Dios coreanos de la abadía de Tokwon, martirizados durante la ola de persecución contra los cristianos bajo el gobierno de Kim Il-sung. El proceso se titula Beatificación del abad obispo Bonifatius Sauer (OSB), el P. Benedicto Kim (OSB) y compañía.

### Situación actual
En las dependencias de la abadía de Tokwon se construyó la Universidad de Agricultura de Wonsan. En cuanto al resto de edificios de la abadía (la iglesia y rectoría anteriores y el seminario), se cree que también pueden estar siendo utilizados por la universidad.
En 1952 unos monjes y hermanas benedictinos supervivientes fundaron un nuevo monasterio en Waegwan, cerca de la ciudad de Daegu, en Corea del Sur. Los abades de Waegwan son simbólicamente nombrados por la Santa Sede como administradores apostólicos de la abadía territorial de Tokwon, ya que el Gobierno norcoreano no les permite visitar Corea del Norte ni tener contacto con los fieles. Desde 1950 no hay sacerdotes ni comunidades católicas en la abadía territorial de Tokwon ni en ninguna otra diócesis de Corea del Norte. Muchos cristianos estuvieron presos en el campo de concentración de Yodok (cerrado en 2014), a 70 km al noroeste de la abadía, y otros campos de prisión en Corea del Norte, y sometidos a torturas y tratos inhumanos a causa de sostener su fe. Los cristianos de Corea del Norte sólo pueden practicar su fe en secreto y con el temor constante de ser descubiertos y castigados.

## Episcopologio
- Bonifatius (Josef) Sauer, O.S.B. † (12 de enero de 1940-7 de febrero de 1950 falleció)
  - Timotheus (Franz Xaver) Bitterli, O.S.B. † (9 de mayo de 1952-4 de octubre de 1985 retirado) (administrador apostólico)
  - Placidus Ri Tong-ho, O.S.B. (4 de octubre de 1985-21 de noviembre de 2005 renunció) (administrador apostólico)
  - Simon Peter Ri Hyong-u, O.S.B. (21 de noviembre de 2005-7 de mayo de 2013 renunció) (administrador apostólico)
  - Blasio Park Hyun-dong, O.S.B., desde el 7 de mayo de 2013 (administrador apostólico)

## Estadísticas
De acuerdo a la Korean Catholic Encyclopedia 2005 la abadía territorial tenía en 1944 un total de 5370 fieles bautizados.
| Año                                                                               | Población            | Población | Población      | Sacerdotes | Sacerdotes    | Sacerdotes    | Bautizados por sacerdote | Diáconos permanentes | Religiosos | Religiosos | Parroquias |
| Año                                                                               | Bautizados católicos | Total     | % de católicos | Total      | Clero secular | Clero regular | Bautizados por sacerdote | Diáconos permanentes | Varones    | Mujeres    | Parroquias |
| --------------------------------------------------------------------------------- | -------------------- | --------- | -------------- | ---------- | ------------- | ------------- | ------------------------ | -------------------- | ---------- | ---------- | ---------- |
| 1944                                                                              | 5370                 |           |                | 23         |               | 23            |                          |                      | 73         |            | 4          |
| Fuente: UCA News, que a su vez toma los datos de la Korean Catholic Encyclopedia. |                      |           |                |            |               |               |                          |                      |            |            |            |

## Biografía
- (en inglés) Ficha de la abadía territorial en UCA News